# Неклюдова, Ольга Сергеевна
О́льга Серге́евна Неклю́дова (13 января 1909—7 июня 1989) — русский детский писатель.

## Биография
Ольга Сергеевна Неклюдова родилась в Саратове в 1909 году (по другим данным — в 1910 году, поскольку существует некоторая неясность в метрической записи). Дворянского происхождения. По этой причине, училась в нескольких институтах, в том числе, во Владикавказе, чему содействовал её дядя, Пётр Петрович Миндалёв, профессор-филолог; потом в Саратове; и заканчивала институт Крупской в Москве, где проживала с начала 1930-х годов. До 1950 года не имела собственного жилья (даже комнаты).
- Печататься начала в конце 1930-х годов.
- Автор более 10 книг: повести и рассказы.
- Член Союза советских писателей (с 1943 года).

Ольга Сергеевна обладала сложным характером и болезненным самолюбием, была обидчивой и резковатой в суждениях: «или обидится, или сама обидит». Строки Варлама Тихоновича:
Тебя дыханье оскорбит, 

Неловкий взгляд заденет
 были посвящены ей.
- В 1956 году познакомилась с Варламом Шаламовым в доме подруги, Ольги Всеволодовны Ивинской (Лелюши), возлюбленной Пастернака, в Потаповском переулке, ещё до реабилитации Шаламова.
- C Варламом Шаламовым проживала в 2-х комнатах, прежде принадлежавших Валентину Фердинандовичу Асмусу.

## Творчество
- «Ветер срывает вывески», роман.
- «Мой родной дом», повесть. — Сов. писатель, 1961 — Всего страниц: 158[3]
- «Повести и пьесы» (1952—1963);
- «Рассказы» (1938—1965),
- «Стихотворения» (1954—1964);
- «Исследование о Л. А. Кассиле» [1947];
- «Автобиография» (1966). Всего 61 рукописей[4].
- Письма О. С. Неклюдовой:
  - В. В. Иванову (1958),
  - Ф. И. Панфёрову (1946),
  - В. В. Смирновой (1959),
  - А. А. Фадееву 2 (1940, 1952),
  - К. А. Федину (1959),
  - С. П. Щипачёву (1959)
  - и др. Всего 19 адресов.
- Письма к О. С. Неклюдовой[4]:
  - В. М. Бахметьева 2 (1941, [1945]),
  - В. В. Иванова 2 (1938, 1940),
  - Л. А. Кассиля 2 (1947),
  - Ю. Н. Либединского 21 (1941—1943),
  - Г. Н. Петникова 20 (1958—1965),
  - Д. Стейнбека (1964),
  - В. Т. Шаламова 13 (1956—1965)
  - и др. Всего 95 корреспондентов[4].
- Материалы к биографии О. С. Неклюдовой (1925—1963).
- Отзывы и рецензии на произведения О. С. Неклюдовой:
  - В. М. Бахметьева,
  - В. И. Лебедева-Кумача,
  - И. Г. Лежнева,
  - В. М. Озерова,
  - Л. И. Тимофеева,
  - А. А. Фадеева
  - и др. — маш., печ. выр. (1939—1962)[4].
- Письма А. А. Фадеева С. Я. Маршаку и А. А. Суркову с отзывами о произведениях О. С. Неклюдовой — маш. коп. (1946)[4].
- Фото О. С. Неклюдовой 4 (1944—1964)[4].

### Семья
- Первый муж — скульптор Виктор Петрович Кравцов, вышла замуж в Саратове, брак был недолгим.
- Второй муж — математик Евграф Сергеевич Кузнецов.
- Третий муж (1939—1942) — писатель Юрий Николаевич Либединский[5], не вернулся в семью с фронта.
  - Сын — монголовед и фольклорист Сергей Юрьевич Неклюдов, доктор филологических наук[6].
- Четвёртый муж — писатель Варлам Тихонович Шаламов.